# 11. крајишка дивизија НОВЈ
Једанаеста крајишка ударна дивизија НОВЈ формирана је наредбом Врховног команданта НОВ и ПОЈ Јосипа Броза Тита 1. јуна 1943. године у околини Прњавора од Пете крајишке (козарске) бригаде, Дванаесте крајишке ударне бригаде и групе партизанских одреда. У време формирања бројала је око 2.900 бораца под оружјем. Наредбом о формирању добила је назив „Дванаеста дивизија НОВЈ”, али је три месеца касније, приликом ревизије и унификације назива преименована у Једанаесту.

## Борбени пут 11. дивизије
Узнемирен офанзивним деловањем дивизије у околини Бање Луке, командант немачких снага у НДХ, генерал Рудолф Литерс покренуо је у циљу њеног разбијања 13. јуна операцију „Пфингстен”. За ову операцију ангажовао је 721. ловачки пук 114. ловачке дивизије и борбену групу „Исток” коју су сачињавали ојачана 8. ловачка домобранска пуковнија и четнички одреди „Борја” и „Обилић”. Према плану операције, требало је да ове снаге концентричним дејствима окруже и униште дивизију. Међутим, операција је завршена потпуним неуспехом. Једанаеста крајишка дивизија маневром је избегла опкољавање и наставиле нападна дејства у области Бање Луке.
Јединице дивизије су са Другом крајишком бригадом, 10. јула савладале усташко-домобрански гарнизон у Прњавору. Дивизија је током целе друге половине 1943. године водила непрекидне борбе против немачких, усташко-домобранских и четничких санага у средњој Босни.
Крајем децембра 1943. и почетком јануара 1944. године дивизија је учествовала у нападу на Бању Луку. Након тога дивизија се нашла на правцу главног удара током немачке операције „Напфкухен” и том приликом је претрпела знатне губитке.
Дивизија је форсирала реку Босну 8. августа 1944. године и под непрекидном борбом са јединицама 13. СС дивизије успела да се почетком септембра пробије преко реке Дрине у западну Србију. У саставу Дванаестог војвођанског корпуса учествовала је у Београдској операцији.
Након попуне новим борцима из Србије, дивизија је наставила наступање кроз Срем и учествовала у оштрим борбама на Сремском фронту. Након пробоја фронта наставила је наступање долином реке Саве према Загребу и средином маја учествовала у заробљавању остатака Армијске групе „Е” у Словенији.